# Maýsa Rejepowa
Maýsa Rejepowa (ur. 4 stycznia 1993) – turkmeńska sprinterka.
Brała udział w biegu na 100 metrów na Letnich Igrzyskach Olimpijskich 2012, nie zakwalifikowała się do pierwszej rundy.